# Sébastien Denaja

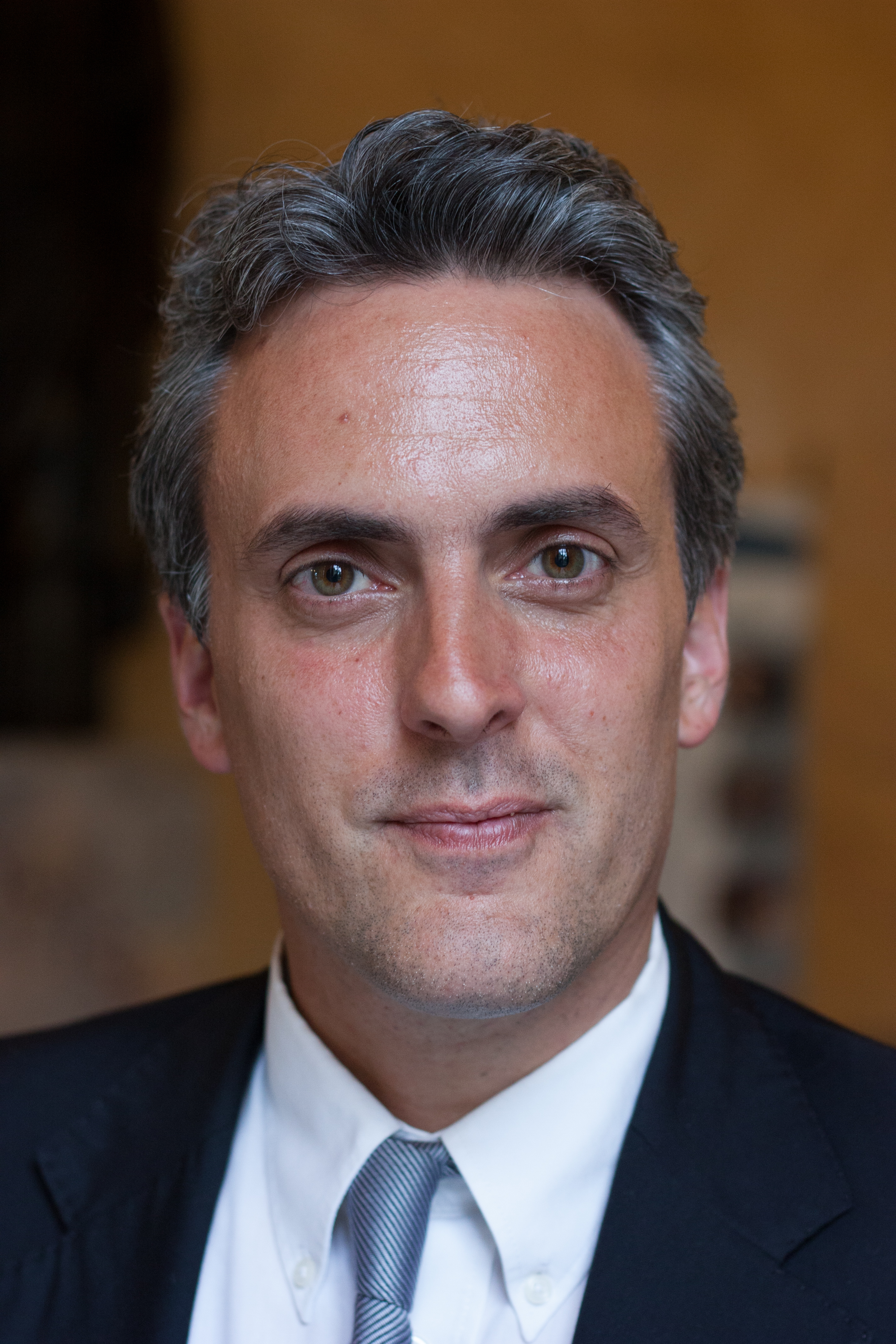
Sébastien Denaja

Sébastien Denaja (* 14. Januar 1979 in Montpellier) ist ein französischer Politiker. Er ist seit 2012 Abgeordneter der Nationalversammlung.
Denaja, der in Sète aufwuchs und sein Abitur erwarb, studierte nach dem Schulabschluss öffentliches Recht. Er promovierte in diesem Fach, das er ab 2009 als Dozent in Toulouse unterrichtete. Im selben Jahr zog er in den nationalen Rat der Parti socialiste ein, der er seit 1997 angehörte, und wurde Vorsitzender der Partei im Kanton Sète-2. Bei den Parlamentswahlen 2012 kandidierte er im siebten Wahlkreis des Départements Hérault und zog in die Nationalversammlung ein.